# Tufanganj
Tufanganj là một thành phố và khu đô thị của quận Koch Bihar thuộc bang Tây Bengal, Ấn Độ.

## Địa lý
Tufanganj có vị trí 26°19′B 89°40′Đ / 26,32°B 89,67°Đ Nó có độ cao trung bình là 70 mét (229 feet).

## Nhân khẩu
Theo điều tra dân số năm 2001 của Ấn Độ, Tufanganj có dân số 19.293 người. Phái nam chiếm 51% tổng số dân và phái nữ chiếm 49%. Tufanganj có tỷ lệ 82% biết đọc biết viết, cao hơn tỷ lệ trung bình toàn quốc là 59,5%: tỷ lệ cho phái nam là 86%, và tỷ lệ cho phái nữ là 77%. Tại Tufanganj, 9% dân số nhỏ hơn 6 tuổi.